# Koncentrační tábor Sachsenhausen
Koncentrační tábor Sachsenhausen byl nacistický koncentrační tábor, který se nacházel v Oranienburgu v zemském okrese Horní Havola v severním Německu přibližně 35 kilometrů od centra Berlína. Táborem prošlo kolem 200 000 lidí a zemřelo zde zhruba 60 000 vězňů. Jen asi 20 000 obětí se podařilo identifikovat.

## Předválečná historie

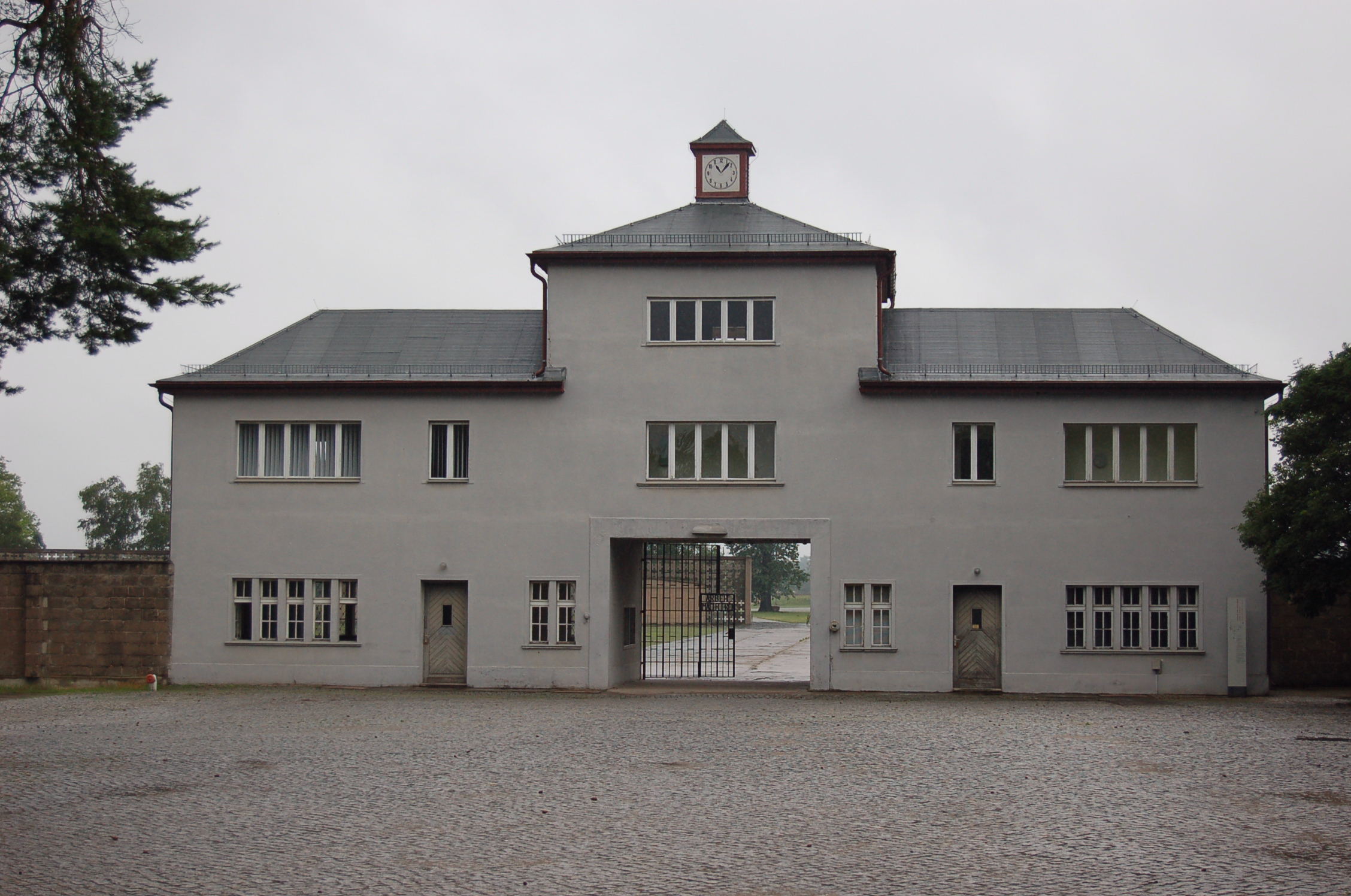
Vstupní brána do tábora, zvaná Věž „A“

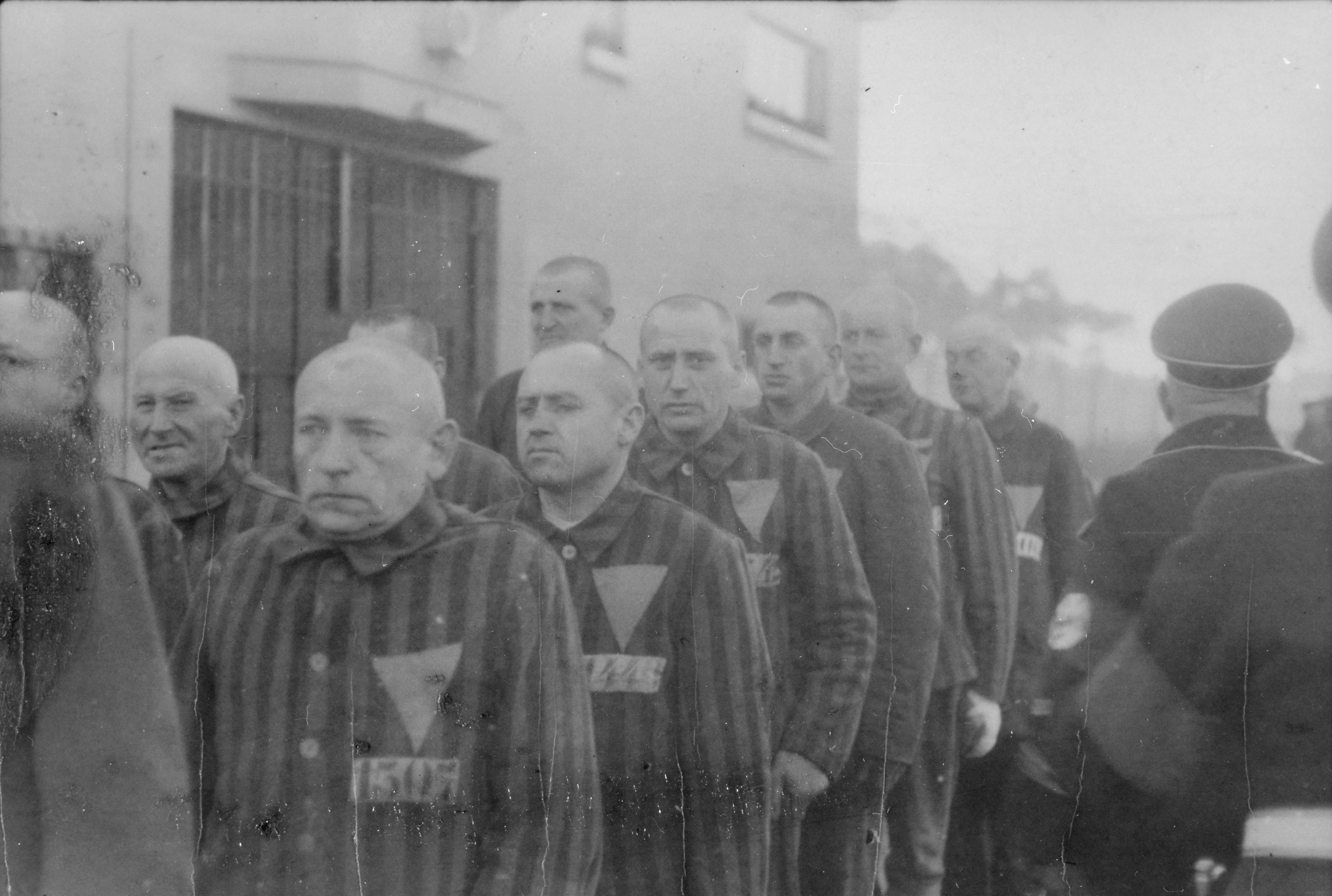
Vězni v roce 1938

Tábor se nacházel na území obce Sachsenhausen, vzdálené přibližně 35 kilometrů od centra Berlína, poblíž města Oranienburg (dnes je součástí). S výstavbou započali vězni během léta 1936. Dle slov velitele SS Heinricha Himmlera se mělo jednat o zcela moderní, jedinečný tábor, který mělo být možné v případě potřeby neustále rozšiřovat. Tábor pro vězně měl tvar trojúhelníku, jenž měl být kontrolován z jednoho bodu, centrálně umístěné vstupní Věže „A“, čímž měla být symbolizována absolutní moc SS. Původně se počítalo s kapacitou asi 10 000 vězňů. Již před válkou bylo ale jasné, že určená kapacita nestačí a proto se přistoupilo k výstavbě dalších domů, čímž byla ale striktně geometrická forma tábora narušena. Vězňové pocházeli zprvu z řad odpůrců režimu (komunisté, sociální demokraté, křesťanští sociálové apod.), běžných zločinců a od roku 1937 i jiných nacistickému režimu nepohodlných skupin (tzv. asociálové, homosexuálové apod.). Po Křišťálové noci v listopadu 1938 bylo v Sachsenhausenu uvězněno okolo 6 000 Židů, z nichž bylo velké množství posléze propuštěno, a to pod podmínkou trvalého opuštění Německa. Vzhledem k blízkosti hlavního města Říše a ojedinělé koncepci tábora zaujal Sachsenhausen ve struktuře německých koncentračních táborů klíčovou pozici. V roce 1938 sem proto byla z Berlína přeložena Inspekce koncentračních táborů, tzn. správní centrála veškerých koncentračních táborů v Německu, později i na okupovaných územích. Nedílnou součástí tábora byl i speciální tábor SS, jehož mužstvo zde bylo podrobováno výcviku, po němž byli příslušníci SS přidělováni k výkonu služby do ostatních koncentračních a vyhlazovacích táborů.

## Druhá světová válka

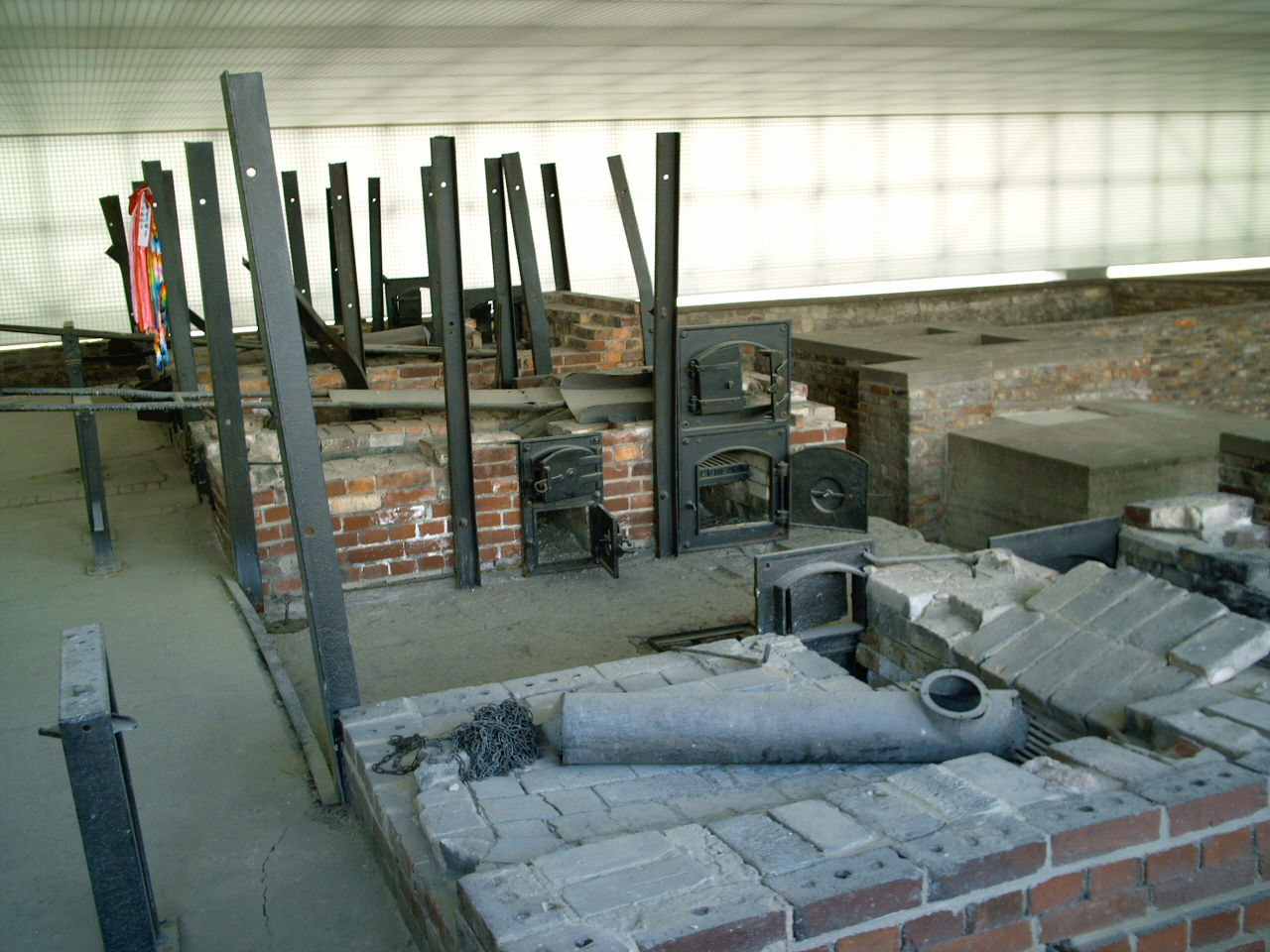
Zbytky pecí ve „Stanici Z“

S vypuknutím druhé světové války počet vězňů v táboře prudce narůstal. Tím se měnilo i národnostní složení tábora, díky čemuž se Němci dostali do výrazné menšiny, až ke konci války tvořili pouze 10 % vězněných. V prosinci 1939 se početní stav v táboře pohyboval okolo 12 000, v dubnu 1943 okolo 23 000 a v únoru 1945 dokonce okolo 70 000, včetně osazenstva přidružených táborů. Mezi lety 1939–1942 panovaly v táboře katastrofální podmínky. Příděly jídla byly naprosto nedostatečné, péče většiny lékařů SS byla v podstatě omezena na asistování při mučení a popravách a na rozhodování o životě a smrti nemocných vězňů, pokud je za nemocné vůbec považovali. Vězni samotní byli každodenně vystaveni neomezené zlovůli ze strany SS. Hlavním "úkolem" vězňů byla zničující práce pro podniky SS, stavební a později i zbrojní průmysl. Velice obávaným pracovištěm byla tzv. Klinkerwerk, největší továrna na cihly a další stavební materiál v Evropě, postavená vězni za velmi primitivních podmínek v těsné blízkosti tábora. Stavební materiál měl být původně použit pro výstavbu Hitlerova hlavního města Říše – Germanii. V průběhu války však stavební práce v Berlíně ztrácely na síle a po roce 1942 začala Klinkerwerk sloužit potřebám zbrojního průmyslu. Vězni v Sachsenhausenu byli také často používáni jako předměty četných pokusů pro potřeby medicíny, Wehrmachtu a průmyslu. Životu nebezpečné bylo tzv. Schuhprüfkommando, jež mělo jediný úkol – testovat boty z náhražky kůže pro Wehrmacht a SS. V táboře byla proto vybudována v půlkruhu o délce 700 m speciální trasa s různorodým povrchem (kámen, asfalt, písek apod.), která je dodnes zachována a na které museli vězni denně uběhnout v různé obuvi s pískem na zádech až na 40 kilometrů.

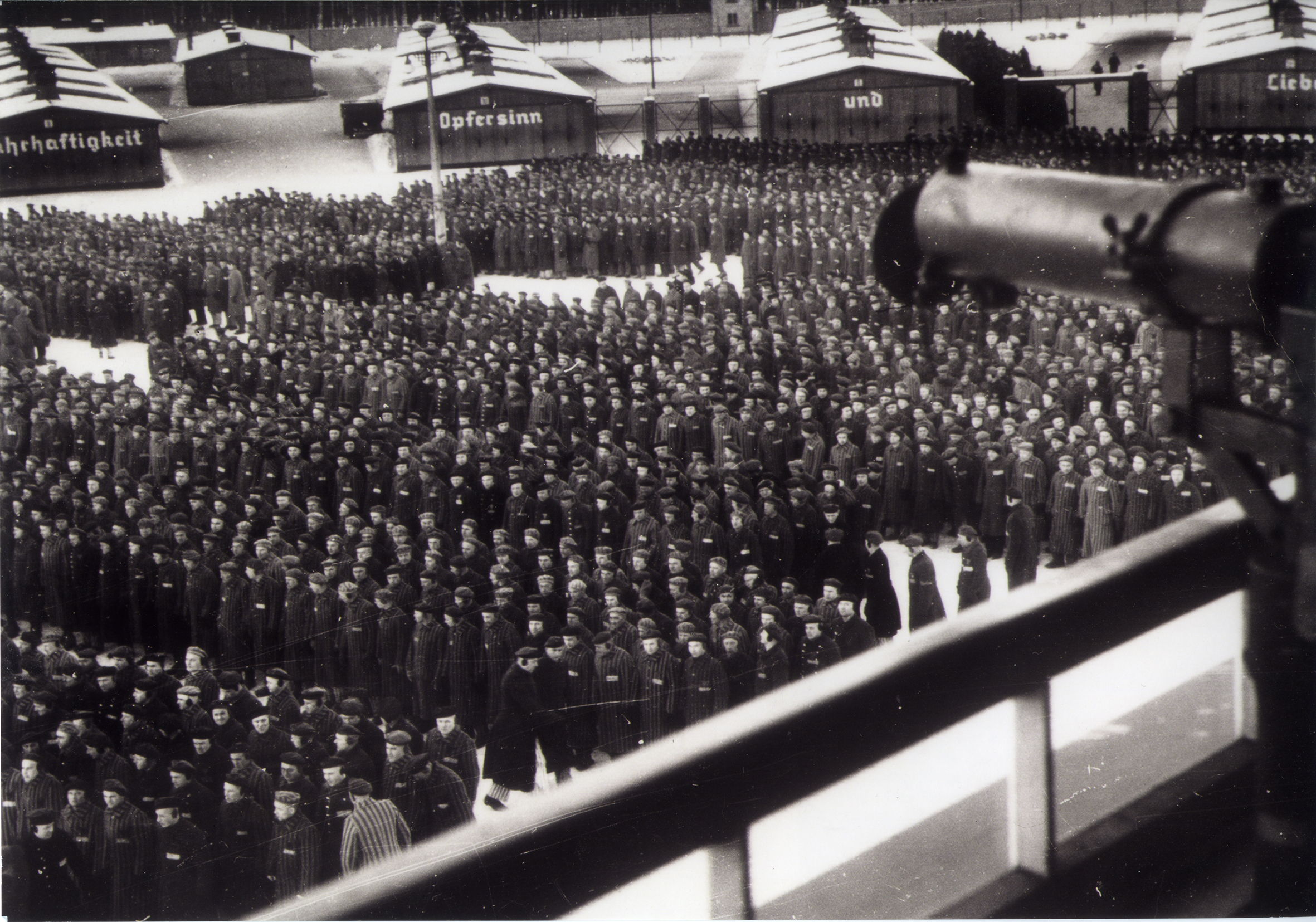
Vězni během nástupu v únoru 1941

Po roce 1942 došlo v táboře k určitému zlepšení poměrů. Válka se pro nacistické Německo nevyvíjela příznivě a zbrojní průmysl potřeboval stále více nuceně nasazených, kteří by byli schopni efektivně pracovat. Mírně se zlepšila strava i lékařská péče (v Krankenrevieru, táborové nemocnici, byli nasazeni i lékaři z řad vězňů) a příslušníci SS omezili své agresivní výpady, končící často smrtí vězňů. Od podzimu 1942 nebyli v táboře takřka žádní Židé, a to kvůli Himmlerovu rozkazu z října 1942, aby byly německé koncentrační tábory bez Židů, tzv. "judenfrei". Ti byli tedy transportováni na smrt do Osvětimi a v Sachsenhausenu zůstalo jen Fälscherkommando (padělatelské komando), které v rámci Operace Bernhard padělalo pro Říši dolar a zejména libru, kterou se podařilo Němcům dostat v Británii do oběhu (velmi povedené falešné libry tvořily na konci války zhruba 40 % z celkové měny v oběhu) a Uhrmacherkommando, jež pro SS opravovalo hodinky po zavražděných Židech.

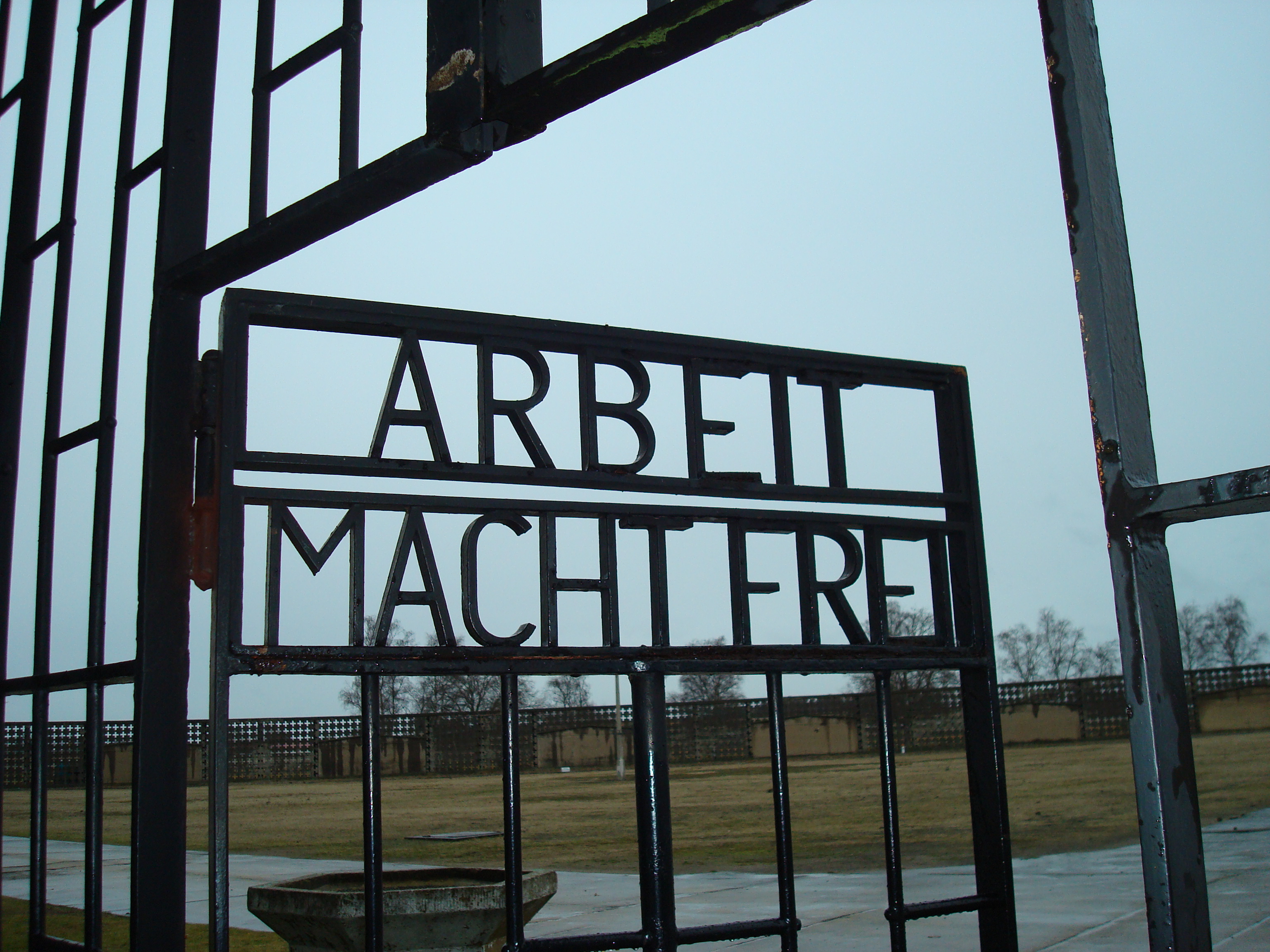
Nápis na mříži vstupní brány

Sachsenhausen nespadal do kategorie vyhlazovacích táborů typu Auschwitz apod. I přesto se zde ale uskutečnila řada hromadných vražd. Původně se střílelo v pro tento účel speciálně vyhloubeném příkopu. Aby se tento proces zefektivnil a aby příslušníci SS nepřišli do přímého kontaktu s obětí a zabránili případné panice, bylo vystavěno roku 1941 v tzv. průmyslovém dvoře (Industriehof) zvláštní zařízení (Genickschussanlage), ve kterém předstíral (za lékaře převlečený) příslušník SS vyšetření vězně, ten se poté postavil k měřičské lati, u které byl zezadu střelen dírou z druhé místnosti do zátylku. K největší vraždě v táboře došlo na podzim roku 1941, kdy bylo tímto způsobem usmrceno během několika týdnů přibližně 10 000 sovětských zajatců. V roce 1942 byl pak v těsné blízkosti postaven vylepšený typ, nazvaný cynicky „Station Z“, tentokrát i s čtyřmi stálými pecemi, plynovou komorou (přidána v roce 1943) a zvukově odizolovanými stěnami. 

## Osvobození a pochod smrti
Poté, co dosáhla Rudá armáda břehů řeky Odry, rozkázal velitel tábora na počátku února 1945 začít s přípravami evakuace tábora. V souvislosti s tím bylo usmrceno mnoho vězňů, kteří nebyli schopni připravovaného pochodu a mohli by být potenciálně nebezpeční. Mezi ně spadali např. britští a sovětští důstojníci. 21. dubna 1945 opustilo zhruba 25 000 vězňů tábor a vydalo se po skupinách spolu s dalšími 8 000 vězni z blízké letecké továrny Heinkel na tzv. pochod smrti směrem na severozápad. Cílem byl koncentrační tábor Neuengamme v Hamburku, ten ale nebyl dosažen, jelikož byli vězni na přelomu dubna a května postupně osvobozeni americkou a sovětskou armádou. Sovětská a polská armáda osvobodily Sachsenhausen 22. a 23. dubna a nalezly v něm okolo 3 000 vězňů neschopných pochodu, jež nestihli příslušníci SS zlikvidovat. Zhruba 300 z nich později zemřelo na následky dlouhodobého trýznění. Táborem v Sachsenhausenu a jeho vedlejšími tábory prošlo mezi lety 1936–1945 až na 200 000 lidí a zhruba 60 000 v nich nalezlo smrt. 20 000 obětí se podařilo identifikovat.

## Známí vězni
V táboře byla vězněna řada prominentních vězňů, např. rakouský kancléř Kurt Schuschnigg, zajatý Stalinův syn Jakov Džugašvili nebo Georg Elser, který se 8. listopadu 1939 neúspěšně pokusil za pomoci časované bomby zabít Adolfa Hitlera. Byli zde také (1942–1944) věznění Jaroslav Stecko a Stepan Bandera, kteří se pokoušeli vyhlásit nezávislý Ukrajinský stát.
V listopadu 1939 do Sachsenhausenu putovalo a bylo zde uvězněno 1 200 českých vysokoškolských studentů, kteří se účastnili demonstrací po pohřbu medika Jana Opletala. Z nich 35 strádání a kruté zacházení nepřežilo. Mezi známé Čechy v řadách vězňů patřili malíř a spisovatel Josef Čapek (strávil zde necelé tři roky), pozdější komunistický prezident Antonín Zápotocký (byl zde vězněn pět let), dále budoucí režisér Juraj Herz a profesor Josef Veselý.

## Velitelé tábora 1936–1945
- SS-Obersturmbannführer Michael Lippert: červenec 1936 – říjen 1936
- SS-Standartenführer Karl Otto Koch: říjen 1936 – červenec 1937
- SS-Oberführer Hans Helwig: červenec 1937 – leden 1938
- SS-Oberführer Hermann Baranowski: únor 1938 – září 1939
- SS-Sturmbannführer Walter Eisfeld: září 1939 – únor 1940
- SS-Oberführer Hans Loritz: březen 1940 – srpen 1942
- SS-Standartenführer Anton Kaindl: srpen 1942 – 22. dubna 1945 evakuace tábora

## Poválečná historie

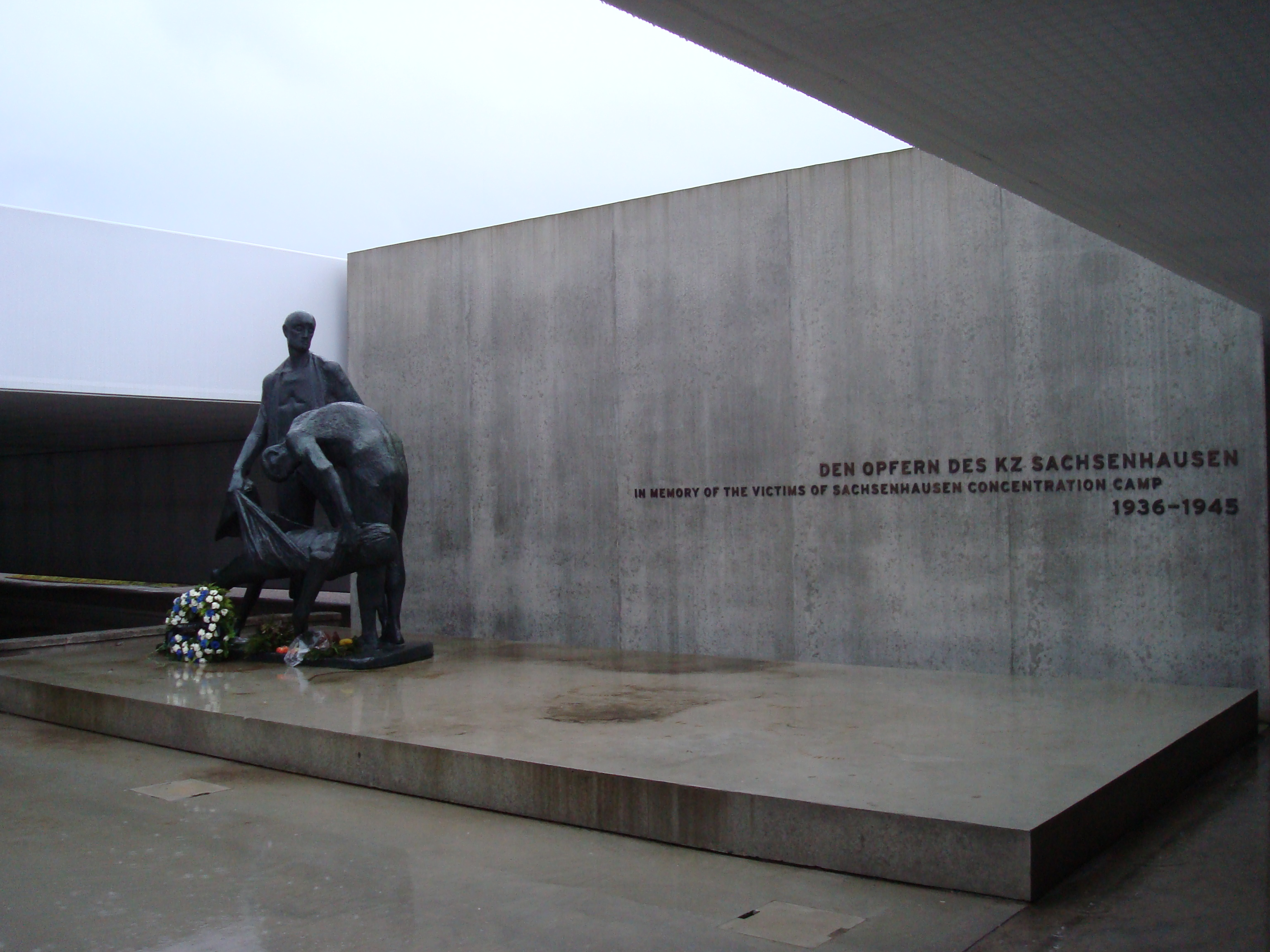
Památník zemřelých

Po válce byl tábor nadále využíván Sovětskou armádou. Vedle několika nacistických zločinců představovali většinu osazenstva tábora odpůrci Sovětského svazu a pozdějšího východoněmeckého režimu. Šlo např. o emigranty, kteří před válkou nebo za války opustili Sovětský svaz a bojovali na Hitlerově straně proti Stalinovi. V tomto případě se jednalo především o tzv. Vlasovce, tj. Rusy, bojující v armádě generála A. A. Vlasova, která se pokusila v poslední chvíli zachránit svůj osud tím, že vystoupila za pražského povstání v květnu 1945 na straně Čechů proti Němcům. V táboře byli vězněni i příslušníci tzv. Werwolfu, nacistického záškodnického hnutí, které se pokoušelo provádět sabotáže a útoky proti spojeneckým vojákům. Častokrát stačilo jen pouhé nařčení a lidé bývali uvězněni na několik let bez soudu. Mezi vězni se nacházelo také mnoho německých sociálních demokratů, kteří se odmítali smířit s nuceným sloučením sociální demokracie a komunistické strany. Mnozí z nich byli vězněni již za nacistického režimu. Vězni nebyli v sovětském táboře pracovně nasazeni a nebyly na nich prováděny lékařské či jiné pokusy. Nedocházelo rovněž k mučení ani popravám. Vězni ale museli celou dobu trávit na barácích, a to bez možnosti hrát hry či provozovat jiné rozptylující činnosti. Sovětským táborem prošlo celkem na 60 000 lidí a zhruba 16 000 v něm nalezlo smrt, zejména kvůli velkému suchu v roce 1947, kdy byly v táboře radikálně zkráceny příděly potravy. Tábor byl uzavřen roku 1950, načež byli vězni transportováni do SSSR či do jiných vězeňských zařízení v NDR.
V 50. letech se stala nechráněná plocha tábora vítaným zdrojem dřeva na topení a stavebního materiálu pro místní obyvatelstvo. Většina baráků tak během několika let zcela zmizela. Památník byl v Sachsenhausenu zřízen roku 1961. Za NDR se zde ale vzhledem k politické konstelaci neinformovalo o sovětském táboře. Tato historie zůstala pro návštěvníky zamlčena. Situace se změnila až po roce 1990, kdy se stal Sachsenhausen součástí Nadace „Braniborské památníky“. Od té doby prochází památník postupně rozsáhlou rekonstrukcí.